# Quiero Rock
"Quiero Rock" é uma canção da boy band porto-riquenha Menudo, lançada em 1982 sob o selo da gravadora Padosa como parte da lista de faixas do álbum de estúdio Por amor. A formação do grupo nesse período incluía os membros Ricky Meléndez, Johnny Lozada, Xavier Serbiá, Miguel Cancel e o novo integrante Charlie Massó, que substituiu René Farrait. Esta canção de estilo dançante, tem como principal vocalista Miguel Cancel.
Como lado B do compacto simples está a canção "La chispa de la vida", que também faz parte do álbum Por amor.
Comercialmente, tornou-se um dos maiores sucessos do quinteto. Na parada musical do México, incluída na revista quinzenal Notitas Musicales, estreou na posição de número seis na primeira quinzena de outubro. Na segunda quinzena de novembro, atingiu a primeira posição da lista, tornando-se um dos maiores sucessos do grupo no país.
Ao longo dos anos, a faixa fez parte de compilações de maiores sucessos do quinteto, tais como Adiós Miguel (1983), Con amor - tus éxitos favoritos (1984), e La historia (2007). Em 1998, quando seis ex-integrantes do grupo se uniram em uma reunião para celebrar os 15 anos do grupo, eles incluíram "A volar" como parte do repertório de uma série de shows, que se tornou um álbum ao vivo intitulado El reencuentro: 15 años después....

## Lista de faixas
- Créditos adaptados do compacto simples "Quiero Rock", de 1982.[4]

Lado A
| N.º | Título        | Compositor(es)                              | Duração |  |
| 1.  | "Quiero Rock" | Alejandro Monroy Julio Seijas Claudio Villa | 2:36    |  |

Lado B
| N.º | Título                 | Compositor(es) | Duração |  |
| 1.  | "La chispa de la vida" | A. Monroy      | 3:06    |  |

## Tabelas

### Tabelas semanais
| Tabela musical (1983)      | Melhor posição |
| -------------------------- | -------------- |
| México (Notitas Musicales) | 1              |